# FSF Award for the Advancement of Free Software
El Free Software Foundation Award for the Advancement of Free Software ("Premio para el Avance del Software Libre de la Fundación para el Software Libre") se otorga anualmente a una persona que ha hecho una gran contribución al progreso y desarrollo del software libre, a través de actividades que vayan de acuerdo con el espíritu del software libre y a proyectos de beneficio social.

## Ganadores

### Personas
Los demás finalistas entre paréntesis
- 2011: Yukihiro Matsumoto,.[1]
- 2010: Rob Savoye,[2] con un reconocimiento especial a Adrian Hands.
- 2009: John Gilmore
- 2008: Wietse Venema
- 2007: Harald Welte
- 2006: Theodore Ts'o - (Wietse Venema y Yukihiro Matsumoto)
- 2005: Andrew Tridgell - (Harmut Pilch y Theodore T'so)
- 2004: Theo de Raadt - (Andrew Tridgell y Cesar Brod)
- 2003: Alan Cox- (Theo de Raadt y Werner Koch)
- 2002: Lawrence Lessig - (Bruno Haible y Theo de Raadt)
- 2001: Guido van Rossum - (L. Peter Deutsch y Andrew Tridgell)
- 2000: Brian Paul - (Donald Becker y Patrick Lenz)
- 1999: Miguel de Icaza - (Donald Knuth y John Gilmore)
- 1998: Larry Wall - (Proyecto Apache, Tim Berners-Lee, Jordan Hubbard, Ted Lemon, Eric S. Raymond, Henry Spencer)

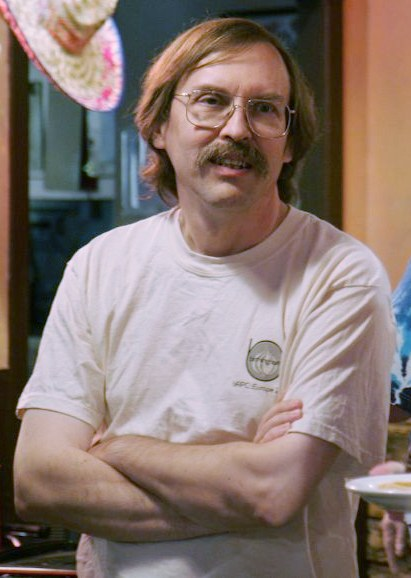
Larry Wall, 1998
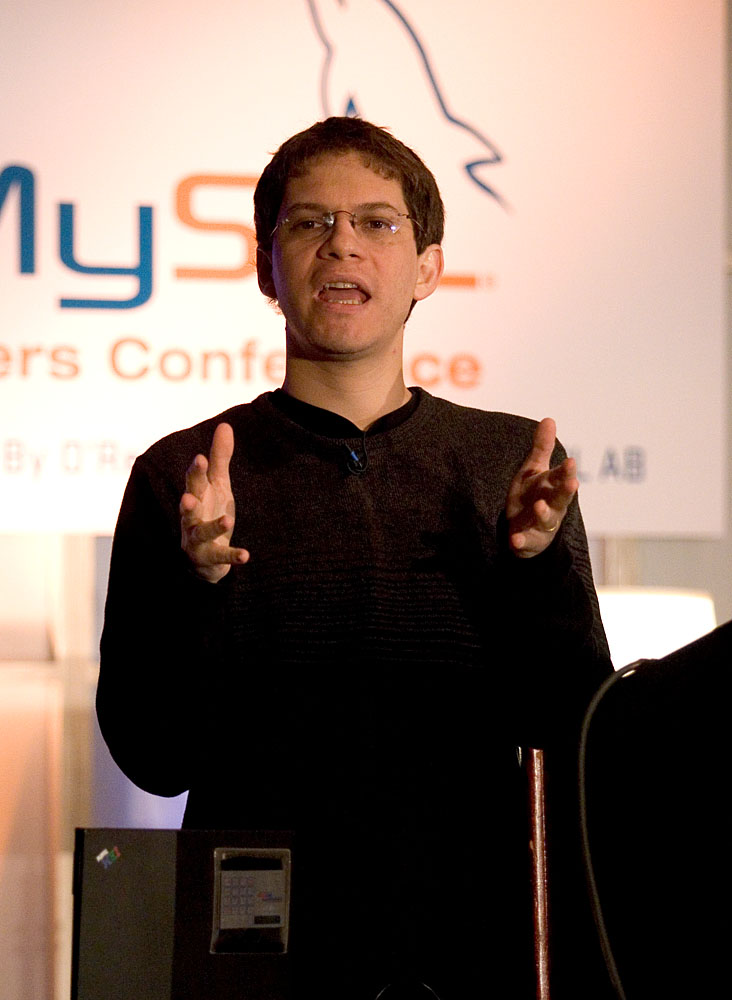
Miguel de Icaza, 1999
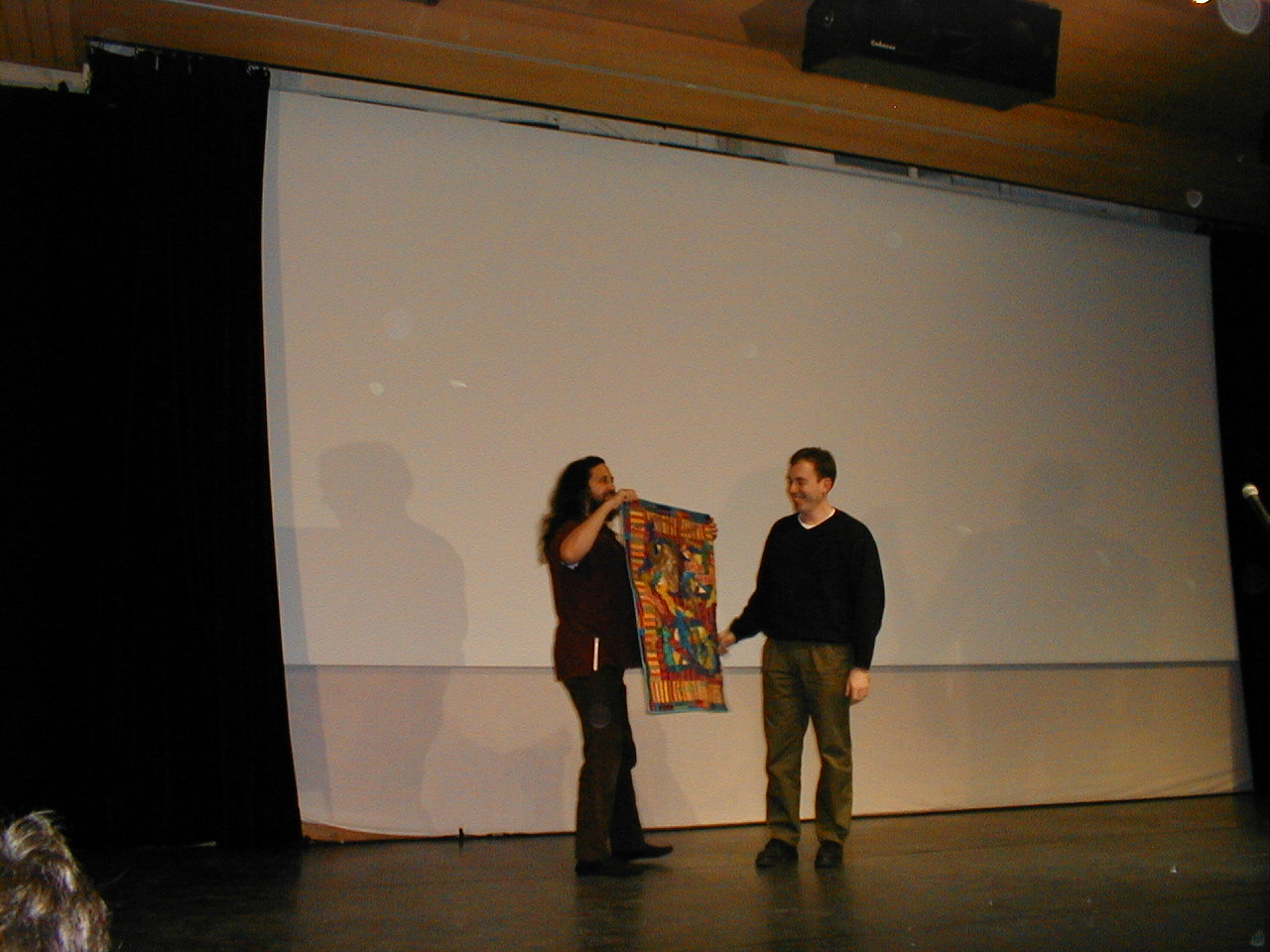
Brian Paul, 2000
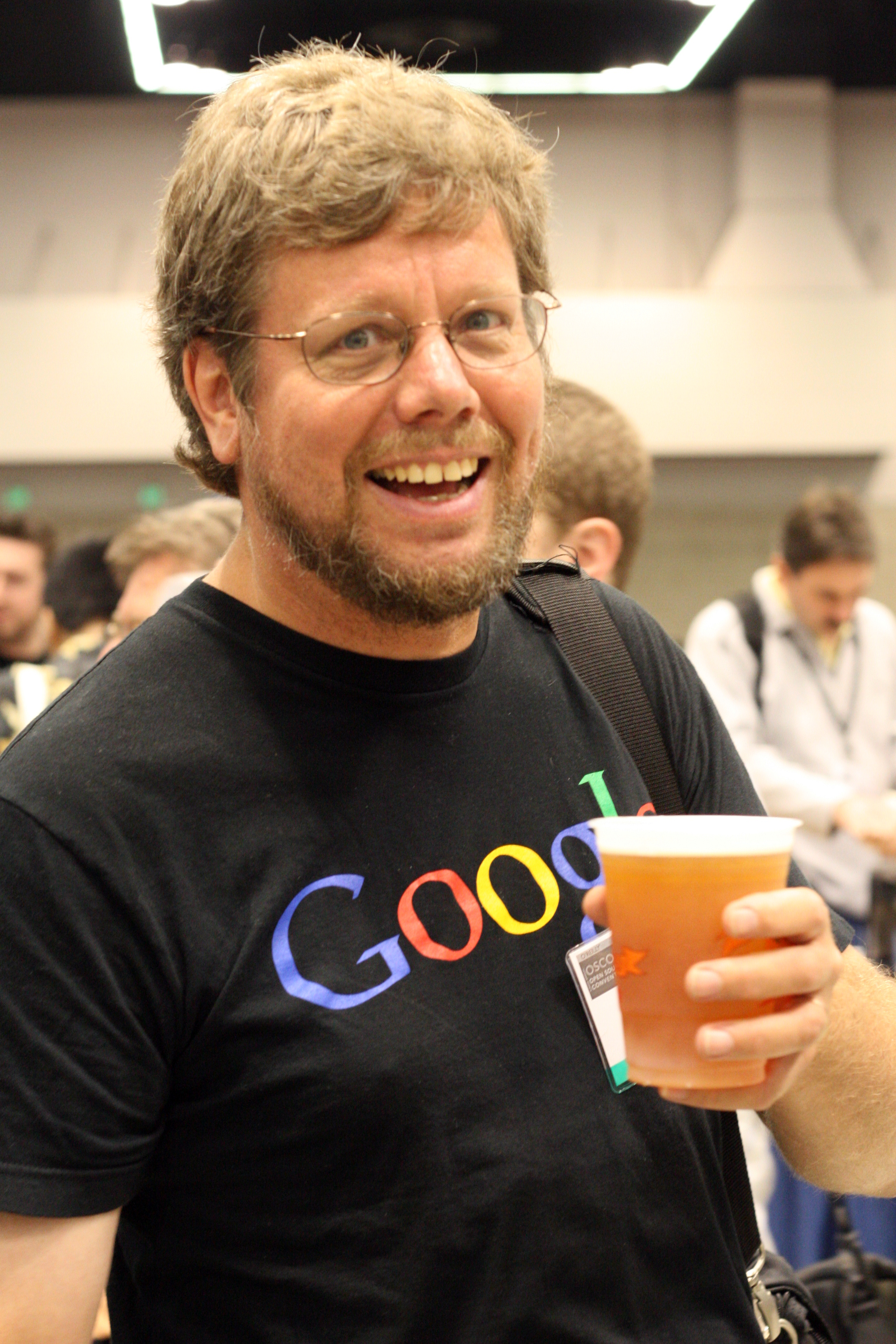
Guido van Rossum, 2001
Lawrence Lessig, 2002 Lawrence Lessig, 2002
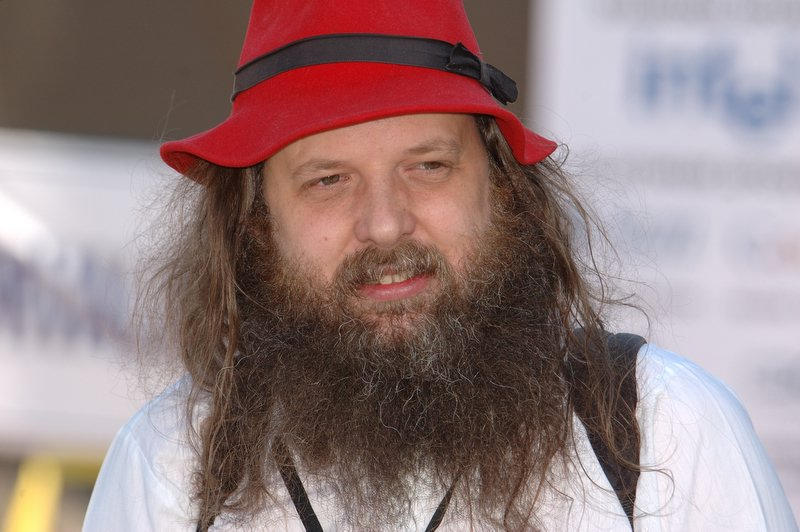
Alan Cox, 2003
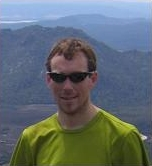
Theo de Raadt, 2004
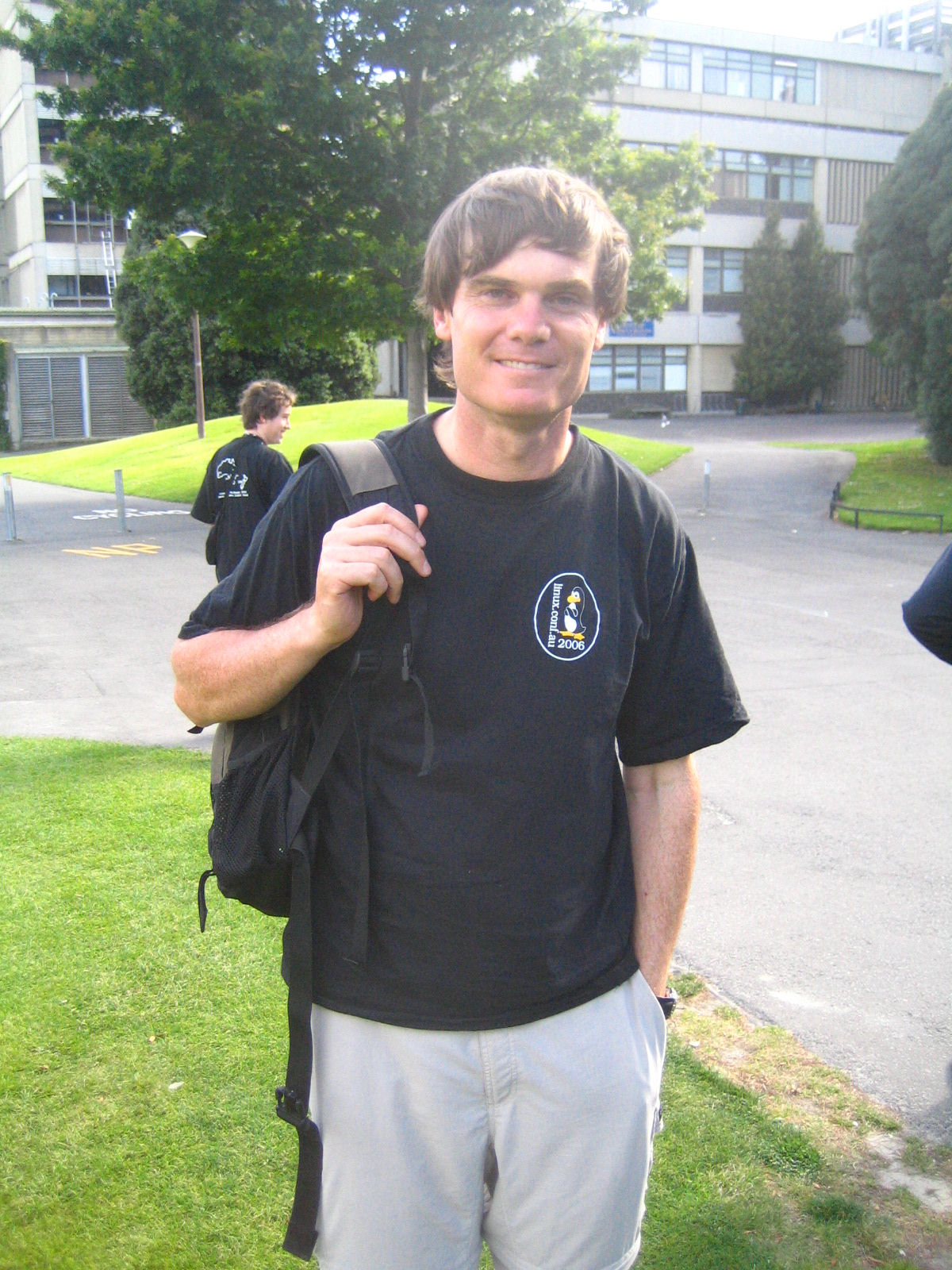
Andrew Tridgell, 2005
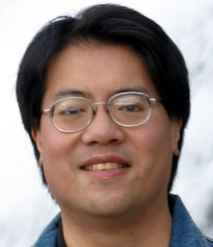
Theodore Ts'o, 2006
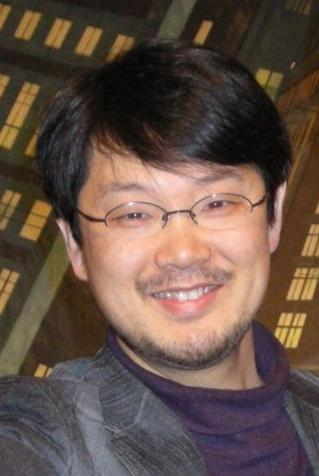
Yukihiro Matsumoto, 2011

### Proyectos
- 2011 Proyecto GNU Health
- 2010 Proyecto Tor
- 2009 Internet Archive
- 2008 Creative Commons
- 2007 Groklaw
- 2006 Sahana Disaster Management System
- 2005 Wikipedia